# أخناتون
أخناتون (أيضًا تَهَجَّى إخناتون؛ ويعني «الروح الحية لآتون») عرف أيضًا قبل العام الخامس من ملكه بـ امنحوتب الرابع. كان فرعون من الأسرة الثامنة عشرة حكم مصر لمدة 17 عاماً وتوفي ربمَّا في 1336 ق.م أو 1334 ق.م. يُشتهر بتخليه عن تعدد الآلهة المصرية التقليدية وإدخال عبادة جديدة تركزت على آتون، التي توصف أحيانًا بأنها ديانة توحيدية أو هينوثية. تمثل نقوش مبكرة آتون بالشمس، بِالمُقارَنَةِ مَع النجوم، ولاحقًا جنبت اللغة الرسمية تسمية آتون بالإله، مُعطية إياه الإِلَوهِيَّة الشمسية مكانة أعلى من مجرد كونه إله.
بصفته فرعونًا، اشتهر أخناتون بالتخلي عن الدين التقليدي في مصر وإدخال الديانة الآتونية، أو العبادة التي تتمحور حول آتون. تختلف آراء علماء المصريات حول ما إذا كانت السياسة الدينية توحيدية مطلقة، أو ما إذا كانت أحادية، أو توفيقية، أو هينوثية. تم إزالة هذا التحول الثقافي بعيدًا عن الدين التقليدي بعد وفاته. تم تفكيك وإخفاء آثار أخناتون، وتدمير تماثيله، واستبعاد اسمه من قوائم الحكام التي جمعها الفراعنة اللاحقون.
تمت استعادة الممارسات الدينية التقليدية تدريجيًا، ولا سيما في عهد خليفته توت عنخ آمون، الذي غير اسمه من توت عنخ آتون في وقت مبكر من حكمه. فشُوهت سمعة أخناتون من خلفائه فأشاروا إلى أخناتون على أنه "العدو" أو "ذلك المجرم" في السجلات التاريخية.
كان أخناتون غير معروف في التاريخ حتى اكتشاف تل العمرانة، أو أخيتاتون، العاصمة الجديدة التي بناها لعبادة آتون في أواخر القرن التاسع عشر قبل الميلاد. علاوة على ذلك، في عام 1907، تم اكتشاف مومياء يمكن أن تكون لأخناتون من المقبرة KV55 في وادي الملوك على يد إدوارد آر أيرتون. حددت الاختبارات الجينية أن الرجل المدفون في KV55 هو والد توت عنخ آمون، ولكن تم التشكيك منذ ذلك الحين في هويته على أنه أخناتون. أثارت إعادة اكتشاف أخناتون وحفريات فلندرز بيتري المبكرة في تل العمارنة اهتمامًا عامًا كبيرًا بالفرعون وملكته نفرتيتي. وقد وُصِف بأنه "غامض"، ولكنه وصف ايضًا بال"متعصب"، يأتي الانبهار العام والعلمي بأخناتون من علاقته بتوت عنخ آمون، والأسلوب الفريد والجودة العالية للفنون التصويرية التي أدخلها، والدين الجديد الذي حاول تأسيسه.

## عائلته

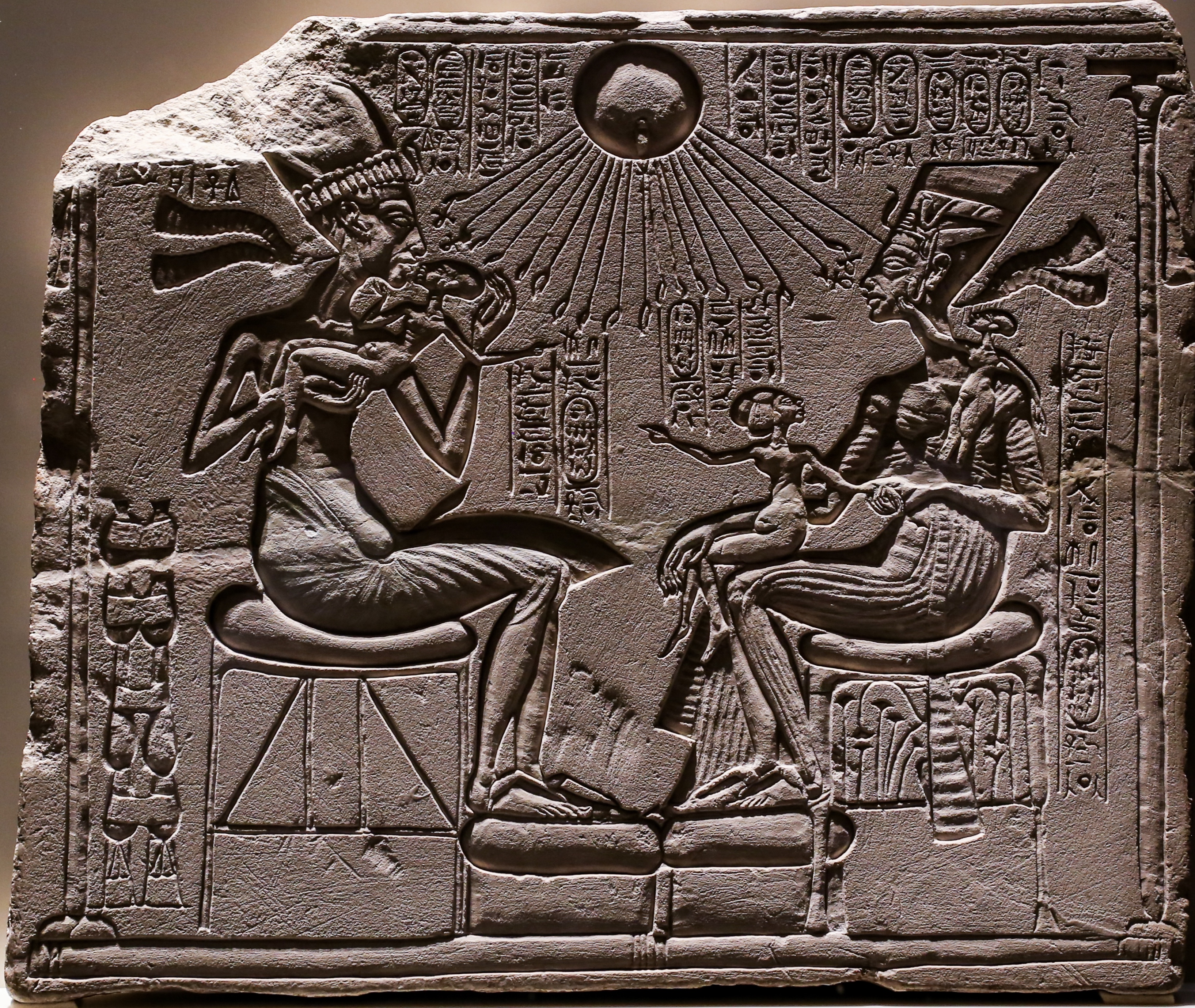
لوحة لأخناتون مع نفرتيتي وبناته.

ولد أخناتون بإسم أمنحتب، وكان الإبن الأصغر للفرعون أمنحتب الثالث وزوجته الرئيسية تي. كان لإخناتون أخ أكبر، ولي العهد تحتمس، الذي تم الاعتراف به باعتباره وريث أمنحتب الثالث. وكان لإخناتون أيضًا أربع أو خمس أخوات: سات امون، حنوت انيب، إيست، نيبيتة  وربما بكت آتون. وفاة الأمير تحتمس المبكر، ربما في العام الثلاثين لحكم أمنحتب الثالث، كان يعني أن أخناتون كان التالي في تولي العرش.
كان أخناتون متزوجًا من نفرتيتي التي كانت الزوجة الملكية العظيمة  التوقيت الدقيق لزواجهما غير معروف، لكن النقوش الموجودة في مشاريع بناء الفرعون تشير إلى أنهما تزوجا إما قبل وقت قصير من تولي أخناتون العرش أو بعده. على سبيل المثال، يشير عالم المصريات ديمتري لابوري إلى أن الزواج تم في السنة الملكية الرابعة لإخناتون. ومن المعروف أيضًا من النقوش زوجة ثانوية لأخناتون تدعى كيا. ويرى بعض علماء المصريات أنها اكتسبت أهميتها باعتبارها أم توت عنخ آمون. قرينات أخناتون الأخريات هن ابنة حاكم إنيشاسي شاتيا وابنة أخرى للملك البابلي بورنا بورياش الثاني.

## النشأة

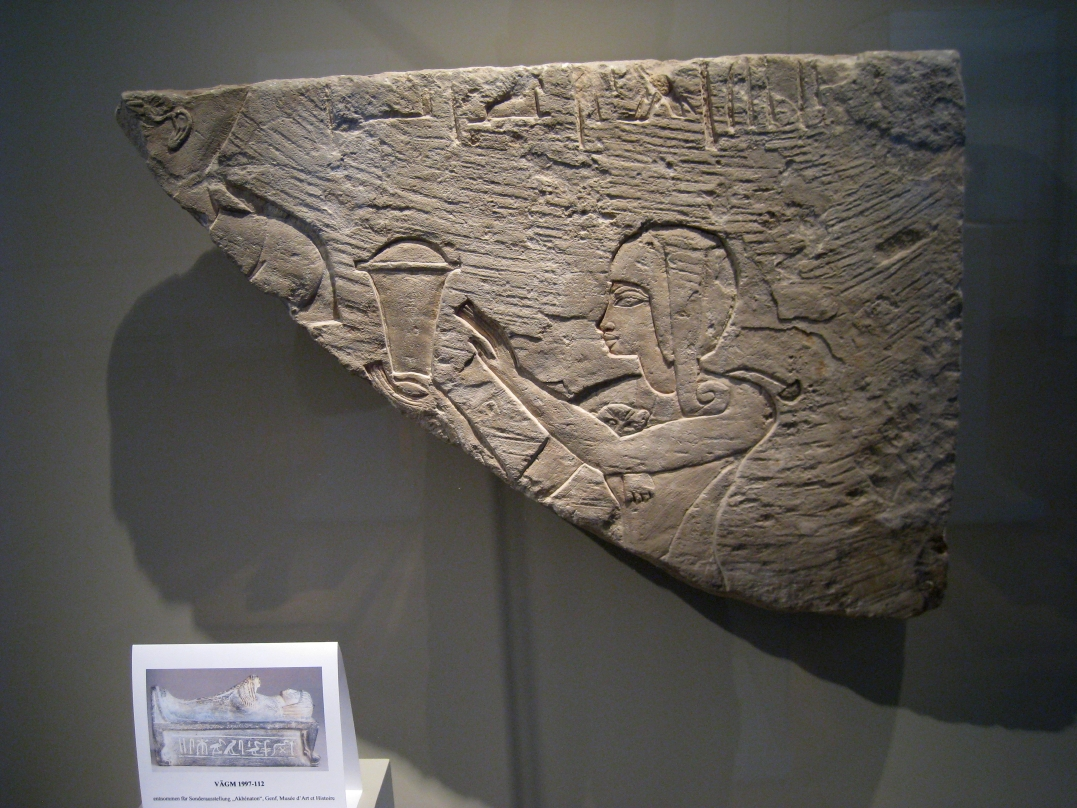
لوحة للأخ الأكبر لإخناتون الأمير تحتمس، وهو ظاهر في دوره كرئيس كهنة بتاح. وأصبح أخناتون وريثا للعرش بعد وفاة تحتمس.

لا يعرف علماء المصريات سوى القليل جدًا عن حياة أخناتون عندما كان مازال اميرًا. اقترح دونالد بي ريدفورد أن اخناتون وُلد قبل العام الخامس والعشرين لحكم والده أمنحتب الثالث (1363-1361 قبل الميلاد)، استنادًا إلى ولادة ابنة أخناتون الأولى، ميريت آتون، والتي من المحتمل أنها وُلدت في وقت مبكر جدًا من حكمه.
عُثِر على الإشارة الوحيدة لاسمه، على أنه "ابن الملك أمنحتب"، على سجل النبيذ في قصر ملكاتا لأمنحتب الثالث، حيث اقترح بعض المؤرخين أن أخناتون وُلد هناك. ويؤكد آخرون أنه ولد في منف حيث تأثر أثناء نشأته بعبادة إله الشمس رع التي كانت تُمارس في هليوبوليس. ومع ذلك، ذكر ريدفورد وجيمس ك. هوفماير أن عبادة رع كانت منتشرة على نطاق واسع وتأسست في جميع أنحاء مصر لدرجة أن أخناتون كان من الممكن أن يتأثر بعبادة الشمس حتى لو لم ينشأ حول هليوبوليس.
حاول بعض المؤرخين تحديد من كان معلم أخناتون في شبابه، واقترحوا الكتبة هيكاروشو أو ميري رع الثاني، أو المعلم الملكي أمنموتب، أو الوزير ابيريل. الشخص الوحيد الذي نعرفه على وجه اليقين خدم الأمير هو بارنفر، الذي يذكر قبره هذه الحقيقة.
يشير عالم المصريات سيريل ألدريد إلى أن الأمير أمنحتب (اخناتون) ربما كان رئيس كهنة بتاح في منف، على الرغم من عدم العثور على دليل يدعم ذلك. من المعروف أن شقيق أمنحتب، ولي العهد الأمير تحتمس، كان يشغل هذا الدور قبل وفاته. ولو ورث أمنحتب جميع أدوار أخيه تمهيدًا لاعتلائه العرش، فربما أصبح رئيسًا للكهنة بدلاً من تحتمس. يقترح العالم ألدريد أن ميول أخناتون الفنية غير العادية ربما تكونت خلال الفترة التي قضاها في خدمة بتاح، الإله الراعي للحرفيين، والذي كان يُشار إلى كاهنه الأكبر أحيانًا باسم "أعظم مديري الحرفة".

## حكمه

### حكم مشترك مع ابيه
هناك الكثير من الجدل حول ما إذا كان أمنحتب الرابع قد اعتلى عرش مصر بعد وفاة والده أمنحتب الثالث أو ما إذا كان هناك حكم مشترك ربما يستمر لمدة تصل إلى 12 عامًا. إريك كلاين، ونيكولاس ريفيس، وبيتر دورمان، وغيرهم من العلماء يجادلون بقوة ضد إنشاء ولاية مشتركة طويلة بين الحاكمين ويؤيدون إما عدم وجود ولاية مشتركة أو واحدة تستمر لمدة عامين على الأكثر. يعارض دونالد بي ريدفورد، وويليام مورنان، وآلان جاردينر، ولورانس بيرمان وجهة النظر القائلة بوجود أي سلطة مشتركة على الإطلاق بين أخناتون ووالده. وفي الآونة الأخيرة، في عام 2014، عثر علماء الآثار على اسمي امنحتب الرابع مع امنحتب الثالث منقوشين على جدار مقبرة الوزير أمنحتب-هوي في الأقصر. وصفت وزارة الآثار المصرية هذا بأنه "دليل قاطع" على أن أخناتون تقاسم السلطة مع والده لمدة ثماني سنوات على الأقل، بناءًا على تاريخ المقبرة. ومع ذلك، فقد تم التشكيك في هذا الاستنتاج منذ ذلك الحين من قبل علماء المصريات الآخرين، الذين يرون أن النقش يعني فقط أن بناء مقبرة أمنحتب-هوي بدأ في عهد أمنحتب الثالث وانتهى في عهد أخناتون، وبالتالي أراد أمنحتب-هوي ببساطة أن يعبر عن احترامه لكلا الحاكمين.

### حكمه كاخناتون
حاول توحيد آلهة مصر القديمة حيث تعددت الآلهة فيها التي تعبد في مناطقها المختلفة بما فيها الإله الأكبر أمون رع في شكل الإله الواحد آتون. رغم أن هناك شكوكاً في مدى نجاحه في هذا، ونقل العاصمة من طيبة إلي عاصمته الجديدة أخيتاتون بالمنيا، وفيها ظهر الفن الواقعي ولاسيما في النحت والرسم كما في مقبرة رع موسى وظهر أدب جديد يتميز بالأناشيد للإله الجديد آتون، أو ما يعرف حالياً بنظام تل العمارنة.
كان إخناتون متزوجاً بزوجته الملكة الرئيسية نفرتيتي التي كانت تشاركه الفكر في عبادة آتون وتظهر معه في الاحتفالات الدينية وترافقه في كل مشاهده. وقامت أمه الملكة «تي» بتقديم لابنها زوجة ثانية تدعى «كيا»؛ والتي يرجح أنها والدة توت عنخ أمون. وقد أعلن المجلس الأعلى للآثار المصرية في شهر أبريل عام 2010م أنه بناء على اختبارات الحمض النووي المعروف اختصاراً ب حمض نووي ريبوزي منقوص الأكسجين، أن تلك الفحوص تبين أن توت عنخ آمون هو ابن الملك أخناتون بالفعل.
انشغل الملك إخناتون بفلسفته وإصلاحاته الدينية وانصرف عن السياسة الخارجية وإدارة الإمبراطورية الممتدة حتي أعالي الفرات والنوبة جنوباً، فانفصل الجزء الآسيوي منها. ولما مات خلفه سمنخ كا رع الذي حكم فترة وجيزة حوالي 3 سنوات، ثم خلف «سمنخ كا رع» أبن اخيه توت عنخ أمون الذي كان صغير السن وارتد عن عقيدة آتون وترك العاصمة أخيتاتون عائداً إلى طيبة، وأعلن عودة عقيدة أمون تحت ضغط كهنة أمون الذين كانوا لا يزالون على عقيدة الإله أمون رع، رافضين ما يقدمه لهم إخناتون من فكرة الإله الجديد أتون. تحت تلك الضغوط وبسبب صغر سنه فقد غير اسمه من «توت عنخ أتون» إلى توت عنخ آمون. وهدم كهنة طيبة آثار إخناتون ومدينته أخيتاتون ومحوا اسمه من عليها وقاموا بتفكيك معبده الذي اقامه لاتون في طيبة، وهجر الناس عاصمته.
هناك العديد من النظريات حول مصير أخناتون إلا أنه لا يوجد دليل قاطع على ما حل به بعد سنوات من انتقاله إلى عاصمته الجديدة. وطبقاً لمراسلاته مع ملك الحيثيين فقد وصلته تهنئة من الملك بالانتقال إلى العاصمة الجديدة أخيتاتون. وجاء في تلك المخطوطات أن ملك الحيثيين كان يشكوا من عدم إجابة إخناتون على رسائله. إذ كان إخناتون مشغولاً في التفكير وعبادة الإله الجديد آتون، وكان يلاقي معارضة شديدة من قبل كهنة الإله آمون لدينه الجديد، وأهمل بذلك الشؤون الخارجية للبلاد. بدأت على ساحة الشرق الأوسط في هذا العهد بلاد عظمى أخرى منافسة لمصر.

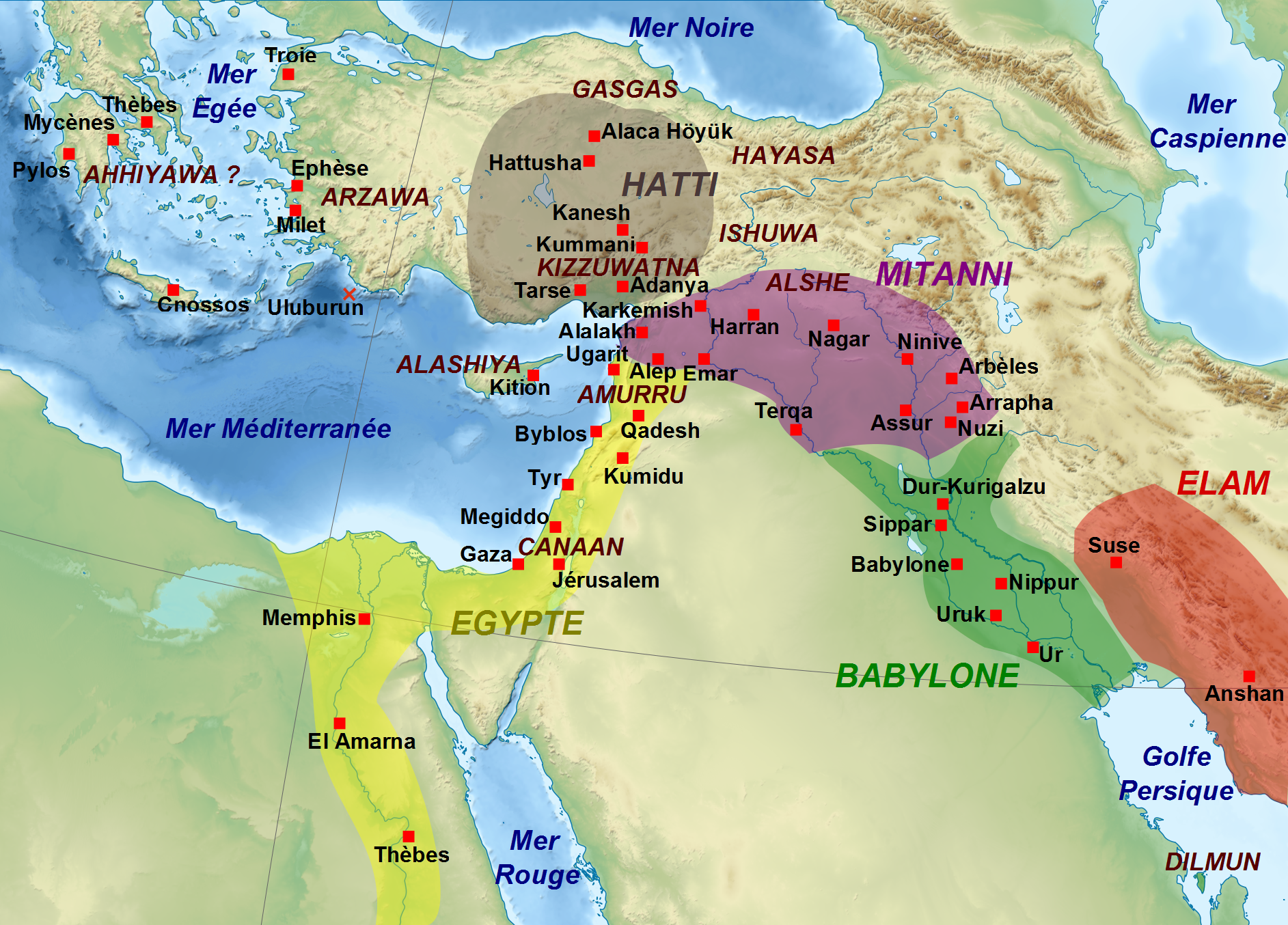
توزيع التكتلات الإقليمية في الشرق الأوسط خلال حكم إخناتون.

وقد استمر البحث عن مقبرة الملك إخناتون منذ العثور على أولى مقابر وادي الملوك في القرن الـ19 وفي القرن العشرين دون الوصول إلى نتيجة حاسمة، حتى بدأت الدراسات التي أجراها المجلس الأعلى للآثار وجامعة القاهرة على المومياوات، حيث أعلن في فبراير 2010م أن الفريق قد اكتشف عبر تحليل البصمة الوراثية وتحليل الجينات أن «مومياء في المقبرة 55 في وادي الملوك هي مومياء والد الملك الذهبي توت عنخ آمون، وكان يعتقد أن المومياء تعود لرجل توفي بين سن 20 و25 عاماً، إلا أنه تبين من نتيجة الأبحاث أنه توفي بين سن 45 و50 عاماً، وهو ابن لأمنحتب الثالث والملكة تيي، مما يشير إلى أنه هو نفسه إخناتون"
كما بينت فحوصات المجلس الأعلى للآثار في مصر أنه من المرجح أن يكون توت عنخ آمون ابن إخناتون من زوجته الثانوية التي كانت تدعى كيا . وقد أعلن المجلس الأعلى للآثار المصرية في شهر أبريل عام 2010م أنه بناء على اختبارات الحمض النووي المعروف اختصاراً ب الدنا تبين أن توت عنخ آمون هو ابن الملك أخناتون.

## الآتونية
وهي عقيدة التوحيد الجديدة التي حاول إخناتون نشرها في مصر القديمة.

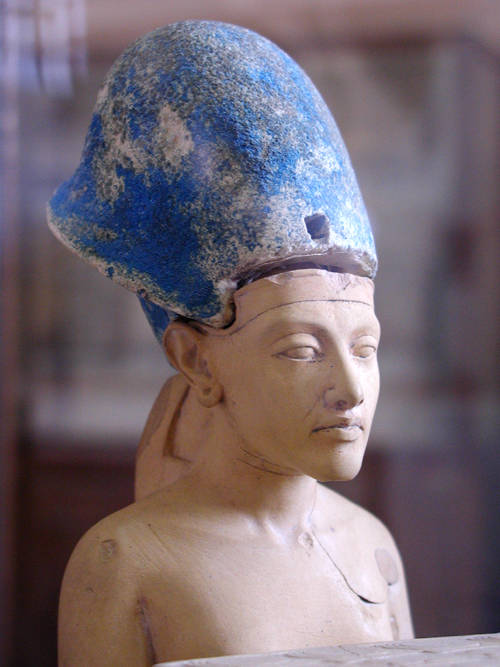
أخناتون مرتديا تاجا أزرق.
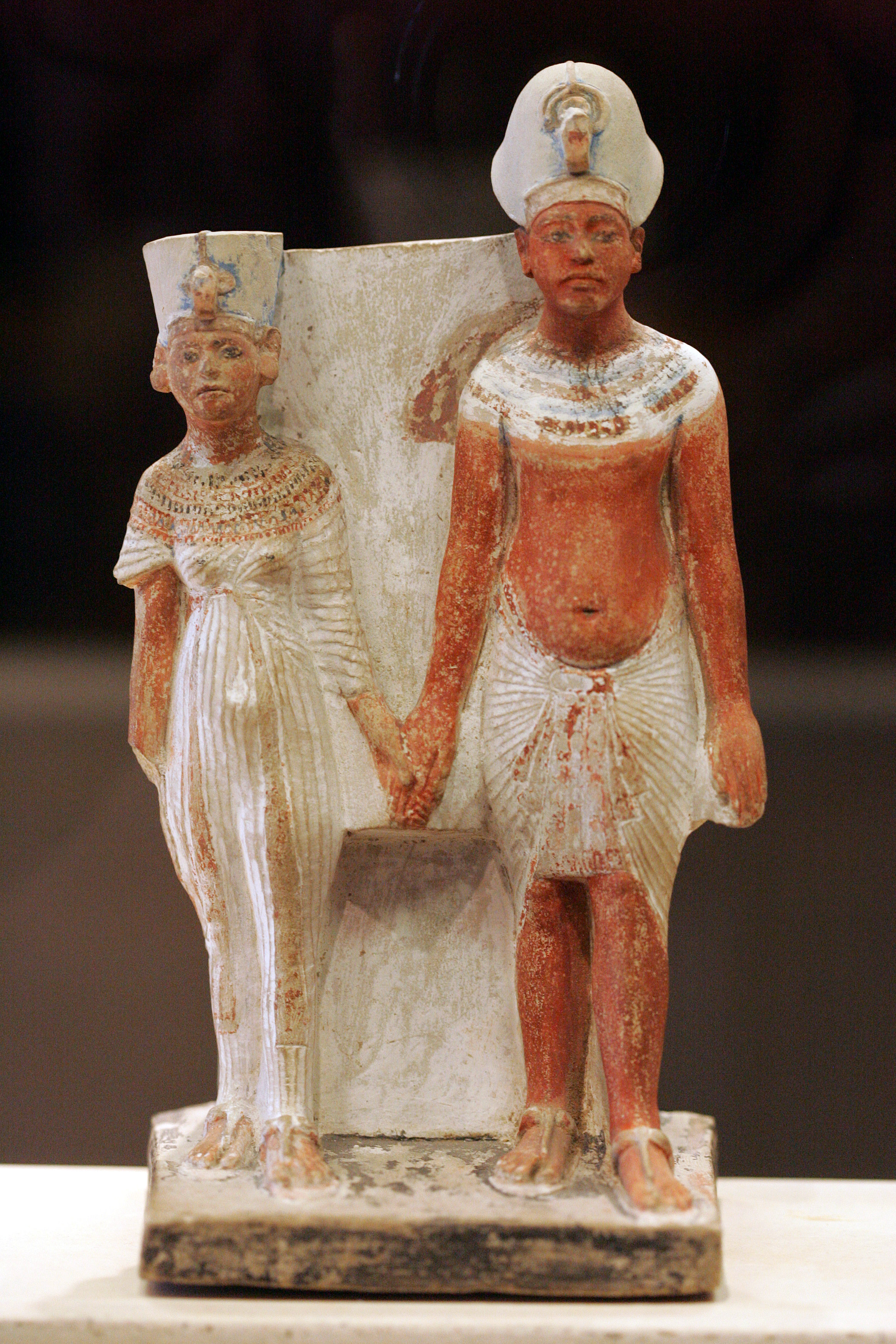
أخناتون ونفرتيتي.
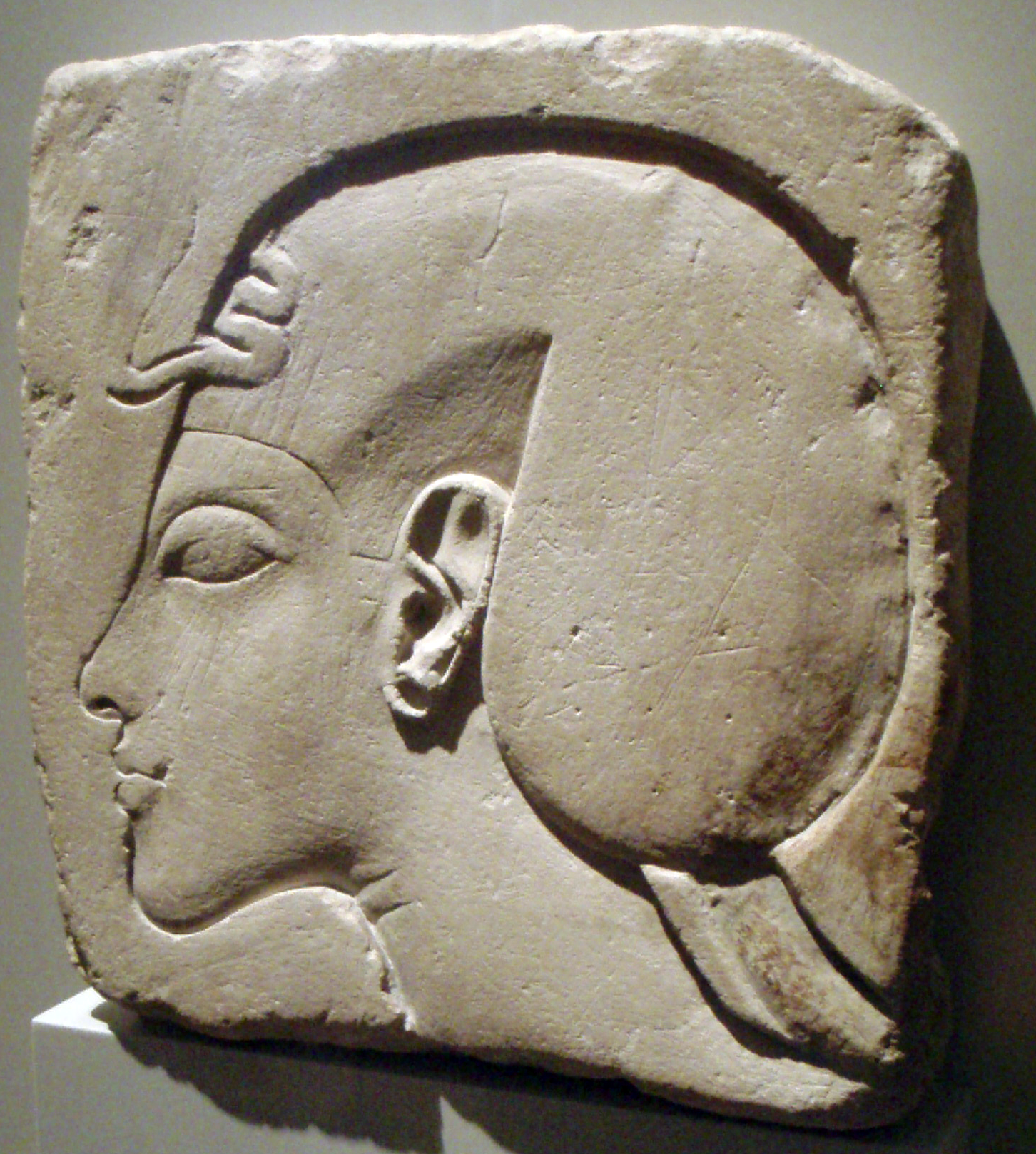
نقش لوجه أخناتون.
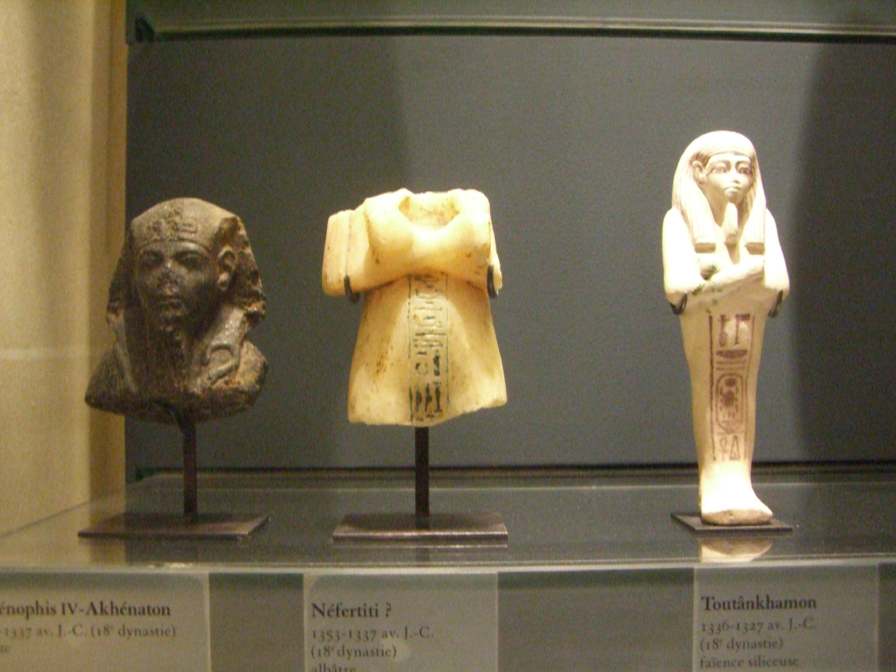
متحف اللوفر.
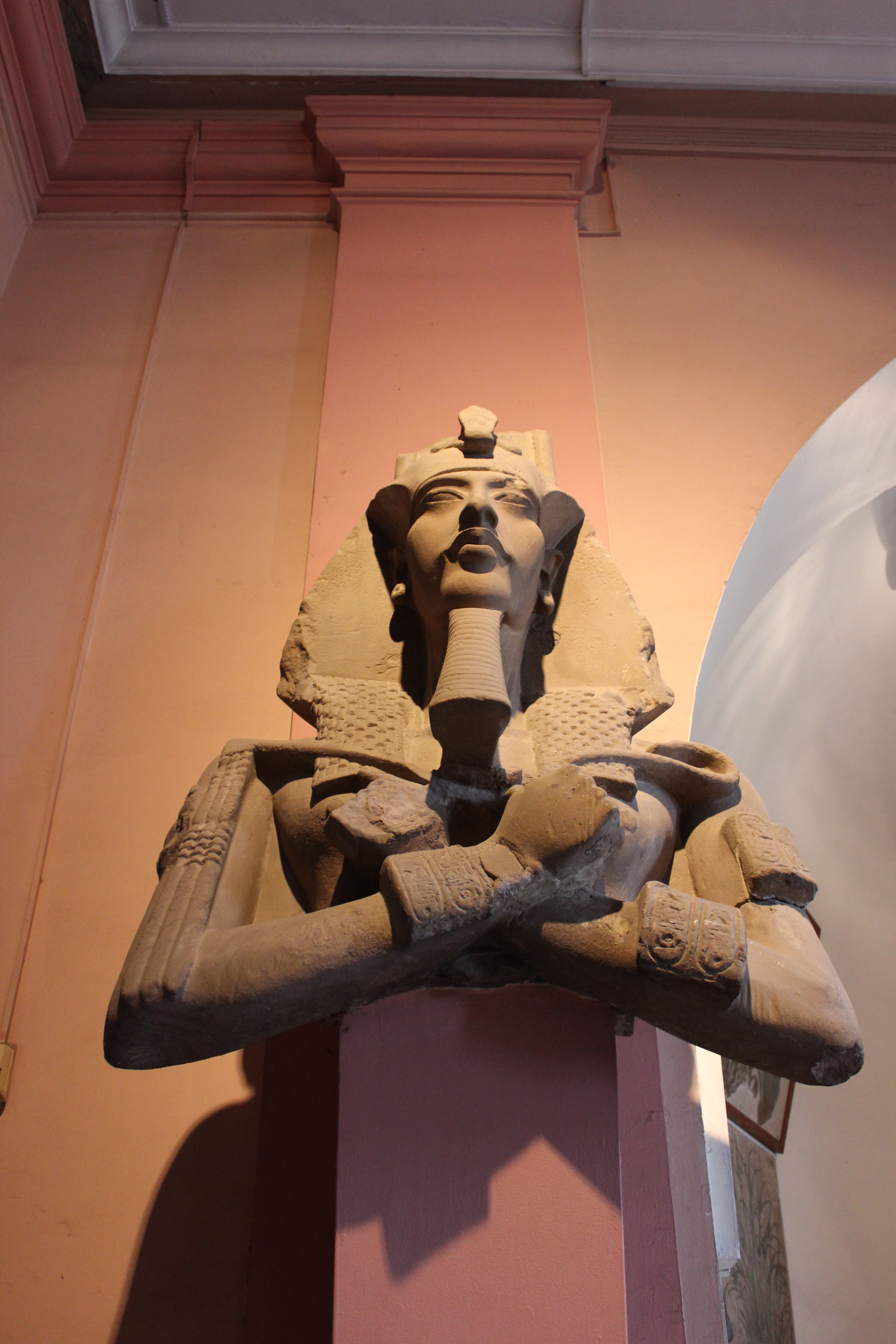
تمثال ضخم لأخناتون في معبد آتون بالكرنك.
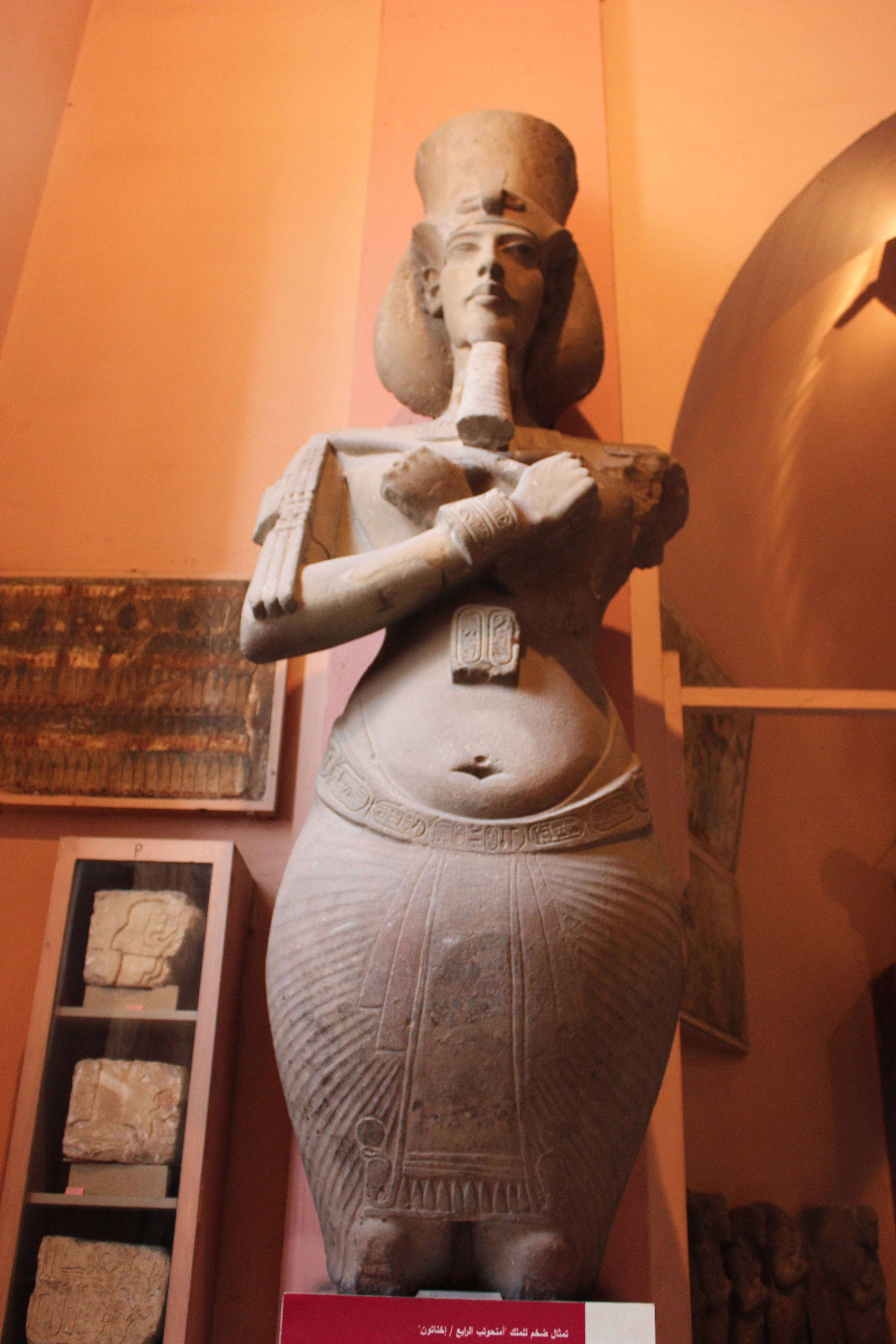
تمثال ضخم للملك أمنحوتب الرابع/ إخناتون.

## اقرأ أيضا
- ترنيمة آتون العظمى
- توت عنخ أمون
- نفرتيتي
- تيي الملكة
- وبواوت

## هوامش
1. ↑  "Akhenaten". dictionary.com. مؤرشف من الأصل في 2008-10-14. اطلع عليه بتاريخ 2008-10-02.
2. ↑  "Akhenaton". Encyclopaedia Britannica. مؤرشف من الأصل في 2008-06-11.
3. ↑  Beckerath (1997) p.190
4. 1 2  Clayton (2006), p.120
5. 1 2 3 4  Dodson, Aidan, Amarna Sunset: Nefertiti, Tutankhamun, Ay, Horemheb, and the Egyptian Counter-Reformation. The American University in Cairo Press. 2009, (ردمك 978-977-416-304-3), p 170
6. ↑  "News from the Valley of the Kings: DNA Shows that KV55 Mummy Probably Not Akhenaten". Kv64.info. 2 مارس 2010. مؤرشف من الأصل في 2018-07-28. اطلع عليه بتاريخ 2012-08-25.
7. ↑  Ronald T. Ridely 2019، صفحة 13-15
8. ↑  Maniche Lice. Akhenaten Colossi of Karnak. Cairo (بالإنجليزية). p. 9. Archived from the original on 2017-04-17.
9. ↑  Zak Mey 2008، صفحة 19
10. ↑  Gardiner, Alan H. 1905، صفحة 11
11. ↑  Zahi Hawas. "Ancestry and Pathology in King Tutankhamun's Family". Journal of the American Medical Association. (بالإنجليزية). Archived from the original on 2023-11-28.
12. 1 2  Ronald T. Ridley 2019، صفحة 14-15
13. ↑  J. Fletcher؛ Joann Fletcher. Chronicle of a pharaoh: the intimate life of Amenhotep III. ص. 90.
14. ↑  Aidan Dodson 1999، صفحة 6-13
15. ↑  Domi Montserrat. Akhenaten: History, Fantasy and Ancient Egypt. ص. 6.
16. ↑  Aidan Dodson & Dyan Hilton, The Complete Royal Families of Ancient Egypt, Thames & Hudson (2004), p.157
17. ↑  von Beckerath. Chronologie des Pharaonischen Ägypten: Die Zeitbestimmung der ägyptischen Geschichte von der Vorzeit bis 332 v. Chr. Münchner Ägyptologische Studien (بالألمانية). p. 190. Archived from the original on 2023-11-29.
18. ↑  Donald B. Redford. "Akhenaten: New Theories and Old Facts" (بالإنجليزية). p. 13. Archived from the original on 2023-03-08.
19. ↑  Donald B. Redford. "Akhenaten: New Theories and Old Facts" (بالإنجليزية). p. 54-55. Archived from the original on 2023-03-08.
20. ↑  Laboury, Dimitri. Akhénaton. Les grands pharaons (بالإنجليزية). p. 81. Archived from the original on 2023-03-23.
21. ↑  Murnane, William. Texts from the Amarna Period in Egypt. Society of Biblical Literature Writings from the Ancient World. Vol. 5. Atlanta: Society of Biblical Literature (بالإنجليزية). p. 78. Archived from the original on 2023-11-29.
22. ↑  Hoffmeier, James Karl. Akhenaten and the Origins of Monotheism (بالإنجليزية). p. 61. Archived from the original on 2023-11-29.
23. ↑  Aldred, Cyril. Akhenaten: King of Egypt (بالإنجليزية). p. 251. Archived from the original on 2023-09-28.
24. ↑  Brand, Peter J. Akhenaten: Egypt's False Prophet (بالإنجليزية). p. 77. Archived from the original on 2023-11-29.
25. ↑  Berman, Lawrence (2004). Overview of Amenhotep III and His Reign (بالإنجليزية). p. 23.
26. ↑  Kitchen Kenneth Anderson. "Regnal and Genealogical Data of Ancient Egypt (Absolute Chronology I): The Historical Chronology of Ancient Egypt, A Current Assessment" (بالإنجليزية). p. 44.
27. ↑  Ronald T. Ridley 2019، صفحة 44-45
28. ↑  زاهي حواس: الكشف عن مومياء أخناتون والد توت عنخ آمون.. ونفرتيتي ليست أمه نسخة محفوظة 22 فبراير 2014 على موقع واي باك مشين.

## وصلات خارجية
- معلومات إضافية